# Grand-Prix d'Helsinki 2024
Navigation
Édition précédente Édition suivante
Le Grand-Prix d'Helsinki 2024 (2024 Grand Prix of Helsinki en anglais)  est une compétition internationale de patinage artistique qui accueille des patineurs amateurs de niveau senior dans quatre catégories: simple messieurs, simple dames, couple artistique et danse sur glace.
Il remplace la coupe de Russie pour l'édition 2024, coupe annulée pour la troisième année consécutive, après que l'Union internationale de patinage ait interdit à la fédération de Russie d'organiser des compétitions internationales en raison de l'invasion russe de l'Ukraine le 24 février 2022. Depuis le 1er mars 2022, l'Union internationale de patinage interdit également aux patineurs artistiques et aux officiels de la fédération de Russie et de la Biélorussie de participer et d'assister à toutes les compétitions internationales, c'est pourquoi les athlètes russes et biélorusses ne peuvent participer à aucune épreuve du Grand Prix ISU 2024-2025, pour la troisième année consécutive.
Le Grand-Prix d'Helsinki est organisé du 15 au 17 novembre 2024 à la patinoire d'Helsinki. Il est la cinquième compétition du Grand Prix ISU senior de la saison 2024/2025.

## Résultats

### Messieurs
| Rang    | Nom               | Pays         | Points | Programme court | Programme court | Programme libre | Programme libre |
| ------- | ----------------- | ------------ | ------ | --------------- | --------------- | --------------- | --------------- |
| 1       | Yuma Kagiyama     | Japon        | 263.09 | 1               | 103.97          | 5               | 159.12          |
| 2       | Kevin Aymoz       | France       | 259.15 | 3               | 85.13           | 2               | 174.02          |
| 3       | Daniel Grassl     | Italie       | 258.55 | 6               | 77.91           | 1               | 180.64          |
| 4       | Sota Yamamoto     | Japon        | 249.91 | 4               | 82.43           | 3               | 167.48          |
| 5       | Lukas Britschgi   | Suisse       | 246.70 | 5               | 80.44           | 4               | 166.26          |
| 6       | Kazuki Tomono     | Japon        | 238.41 | 2               | 90.78           | 7               | 147.63          |
| 7       | Aleksandr Selevko | Estonie      | 214.15 | 8               | 66.36           | 6               | 147.79          |
| 8       | Vladimir Samoilov | Pologne      | 205.47 | 9               | 65.46           | 8               | 140.01          |
| 9       | Camden Pulkinen   | États-Unis   | 195.18 | 10              | 64.34           | 9               | 130.84          |
| 10      | Makar Suntsev     | Finlande     | 180.48 | 11              | 59.58           | 10              | 120.90          |
| 11      | Valtter Virtanen  | Finlande     | 166.25 | 12              | 57.28           | 11              | 108.97          |
| Abandon | Junhwan Cha       | Corée du Sud |        | 7               | 77.33           |                 |                 |

### Dames
| Rang | Nom               | Pays         | Points | Programme court | Programme court | Programme libre | Programme libre |
| ---- | ----------------- | ------------ | ------ | --------------- | --------------- | --------------- | --------------- |
| 1    | Hana Yoshida      | Japon        | 199.46 | 1               | 67.87           | 2               | 131.59          |
| 2    | Rino Matsuike     | Japon        | 199.20 | 4               | 64.82           | 1               | 134.38          |
| 3    | Lara Naki Gutmann | Italie       | 198.49 | 2               | 67.06           | 3               | 131.43          |
| 4    | Sarah Everhardt   | États-Unis   | 191.17 | 3               | 66.28           | 5               | 124.89          |
| 5    | Ahsun Yun         | Corée du Sud | 187.68 | 5               | 63.16           | 6               | 124.52          |
| 6    | Lorine Schild     | France       | 182.36 | 7               | 59.22           | 7               | 123.14          |
| 7    | Niina Petrokina   | Estonie      | 178.66 | 11              | 53.76           | 4               | 124.90          |
| 8    | Mai Mihara        | Japon        | 174.74 | 6               | 59.56           | 8               | 115.18          |
| 9    | Lindsay Thorngren | États-Unis   | 170.64 | 8               | 57.37           | 9               | 113.27          |
| 10   | Janna Jyrkinen    | Finlande     | 157.44 | 9               | 55.30           | 11              | 102.14          |
| 11   | Nella Pelkonen    | Finlande     | 155.22 | 12              | 52.14           | 10              | 103.08          |
| 12   | Olivia Lisko      | Finlande     | 153.67 | 10              | 54.68           | 12              | 98.99           |

### Couples
| Rang | Nom                                      | Pays       | Points | Programme court | Programme court | Programme libre | Programme libre |
| ---- | ---------------------------------------- | ---------- | ------ | --------------- | --------------- | --------------- | --------------- |
| 1    | Deanna Stellato-Dudek / Maxime Deschamps | Canada     | 207.44 | 1               | 75.89           | 1               | 131.55          |
| 2    | Maria Pavlova / Alexei Sviatchenko       | Hongrie    | 184.21 | 3               | 61.29           | 2               | 122.92          |
| 3    | Rebecca Ghilardi / Filippo Ambrosini     | Italie     | 181.59 | 2               | 67.43           | 6               | 114.16          |
| 4    | Kelly Ann Laurin / Loucas Ethier         | Canada     | 178.57 | 4               | 60.45           | 4               | 118.12          |
| 5    | Emily Chan / Spencer Akira Howe          | États-Unis | 174.40 | 5               | 58.93           | 5               | 115.47          |
| 6    | Yuna Nagaoka / Sumitada Moriguchi        | Japon      | 171.80 | 8               | 51.75           | 3               | 120.05          |
| 7    | Milania Vaananen / Filippo Clerici       | Finlande   | 160.73 | 6               | 54.33           | 7               | 106.40          |
| 8    | Naomi Williams / Lachlan Lewer           | États-Unis | 153.34 | 7               | 52.30           | 8               | 101.04          |

### Danse sur glace
| Rang | Nom                                  | Pays         | Points | Danse rythmique | Danse rythmique | Danse libre | Danse libre |
| ---- | ------------------------------------ | ------------ | ------ | --------------- | --------------- | ----------- | ----------- |
| 1    | Lilah Fear / Lewis Gibson            | Royaume-Uni  | 203.22 | 2               | 82.03           | 1           | 121.19      |
| 2    | Piper Gilles / Paul Poirier          | Canada       | 200.79 | 1               | 84.65           | 4           | 116.14      |
| 3    | Juulia Turkkila / Matthias Versluis  | Finlande     | 196.60 | 3               | 78.31           | 2           | 118.29      |
| 4    | Natálie Taschlerová / Filip Taschler | Tchéquie     | 190.43 | 4               | 75.50           | 5           | 114.93      |
| 5    | Emilea Zingas / Vadym Kolesnik       | États-Unis   | 189.48 | 6               | 72.72           | 3           | 116.76      |
| 6    | Yuka Orihara / Juho Pirinen          | Finlande     | 183.64 | 8               | 72.56           | 6           | 111.08      |
| 7    | Eva Pate / Logan Bye                 | États-Unis   | 180.35 | 7               | 72.58           | 7           | 107.77      |
| 8    | Oona Brown / Gage Brown              | États-Unis   | 176.57 | 5               | 73.35           | 9           | 103.22      |
| 9    | Hannah Lim / Ye Quan                 | Corée du Sud | 175.36 | 9               | 69.00           | 8           | 106.36      |
| 10   | Mariia Pinchuk / Mykyta Pogorielov   | Ukraine      | 134.34 | 10              | 54.39           | 10          | 79.95       |

## Source
- Résultats du Grand-Prix d'Helsinki 2024